# Albia (Iowa)
Albia ist eine Stadt im Monroe County im Bundesstaat Iowa, Vereinigte Staaten. Sie ist zugleich Verwaltungssitz (County Seat) des Countys.
Die Stadt ist bekannt für ihren historischen Marktplatz und die viktorianische Architektur, die im Stadtbild zu finden ist.

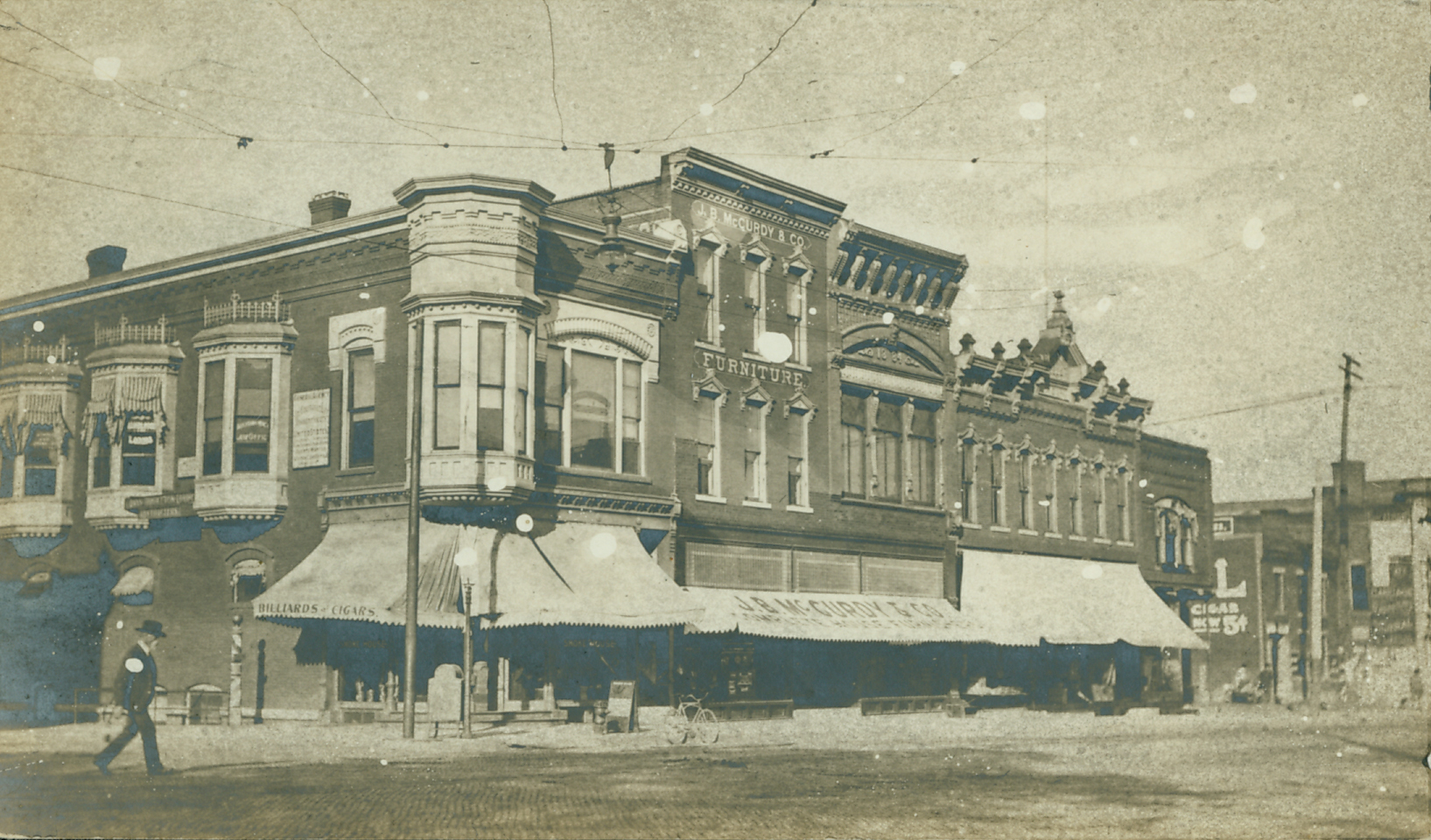
Main Street, 1890

## Geschichte
Albia wurde 1856 als Town gegründet. Sie wurde nach Albia in New York benannt, dem Heimatort eines frühen Siedlers. Im 19. und frühen 20. Jahrhundert war der Steinkohlenbergbau ein wichtiger Wirtschaftszweig der Region. Am 14. Februar 1893 kam es in einer nahegelegenen Mine zu einer Explosion, bei der mehrere Bergleute ums Leben kamen. Das Umland war von vielen kleinen Bergarbeiter-Siedlungen und -Camps geprägt, darunter auch Buxton.

## Geographie
Laut United States Census Bureau hat die Stadt eine Fläche von 8,26 km², ausschließlich Land.

## Klima
Nach der Köppen-Geiger-Klassifikation liegt Albia in der Zone des feuchten Kontinentalklimas mit warmen Sommern („Dfa“). Die Winter sind kalt mit Schneefall, die Sommer warm bis heiß und meist feucht.

## Demographie

### Bevölkerungsentwicklung
| Jahr | Einwohner | ± %      |
| ---- | --------- | -------- |
| 1860 | 0620      | —        |
| 1870 | 1621      | +161,5 % |
| 1880 | 2435      | +50,2 %  |
| 1890 | 2359      | −3,1 %   |
| 1900 | 2889      | +22,5 %  |
| 1910 | 4969      | +72,0 %  |
| 1920 | 5067      | +2,0 %   |
| 1930 | 4425      | −12,7 %  |
| 1940 | 5157      | +16,5 %  |
| 1950 | 4838      | −6,2 %   |
| 1960 | 4582      | −5,3 %   |
| 1970 | 4151      | −9,4 %   |
| 1980 | 4184      | +0,8 %   |
| 1990 | 3870      | −7,5 %   |
| 2000 | 3706      | −4,2 %   |
| 2010 | 3766      | +1,6 %   |
| 2020 | 3721      | −1,2 %   |

## Bildung
Das Albia Community School District betreibt öffentliche Schulen in Albia.

## Freizeit und Aktivitäten
In Albia befinden sich das „Monroe Aquatic Center“ mit mehreren Wasserrutschen, ein Stadtpark mit verschiedensten Sportanlagen sowie Spielplätze und Grünanlagen.

## Bekannte Persönlichkeiten
- Nathan E. Kendall (1868–1936), 23. Gouverneur von Iowa
- Patty Judge (* 1943), Politikerin und ehemalige Vizegouverneurin von Iowa